# Château de Toba

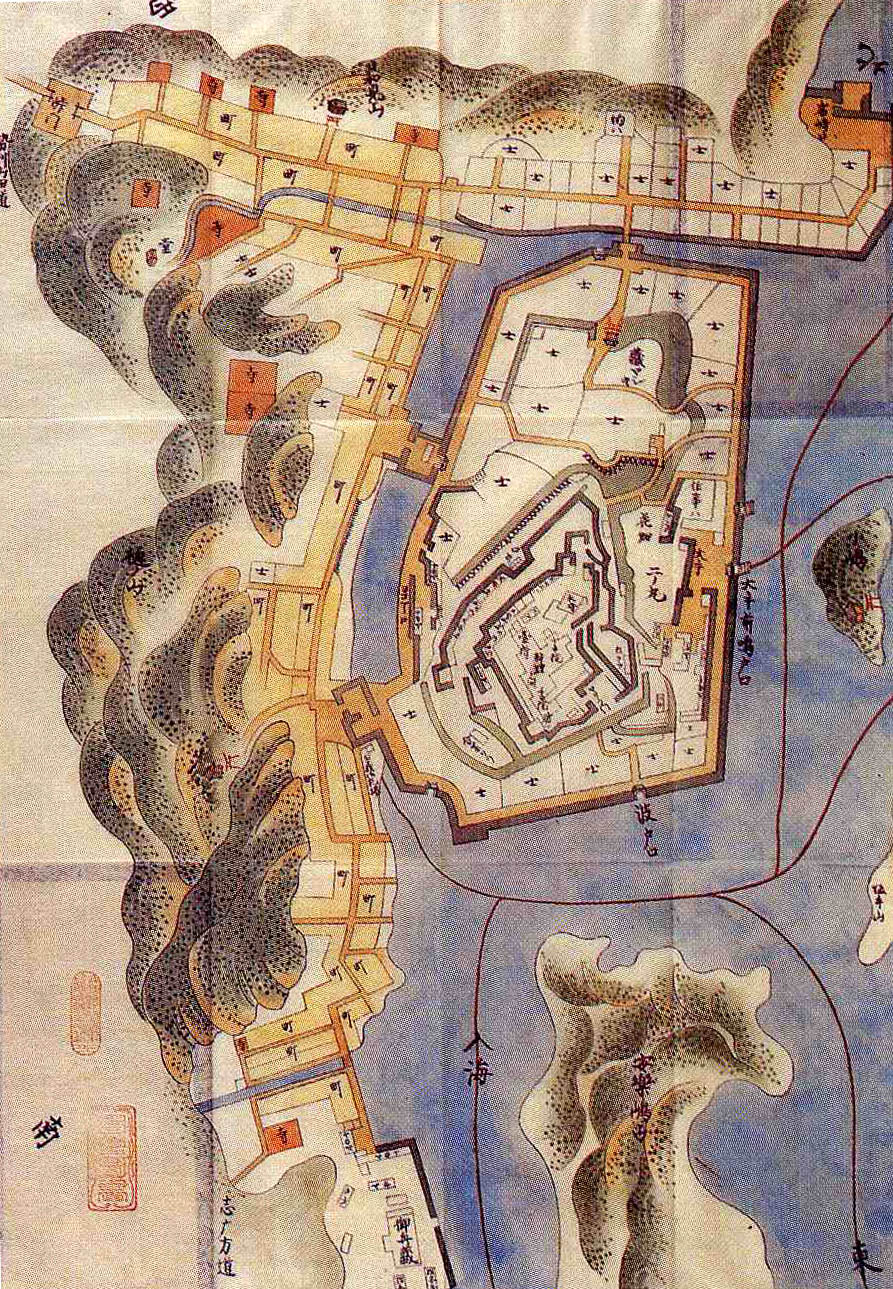
Plan du château de Toba.

Le château de Toba (鳥羽城, Toba-jō) est un château japonais (à présent en ruines) situé à Toba, dans la préfecture de Mie au Japon. Durant toute l'époque d'Edo, le château de Toba est le centre administratif du domaine de Toba, domaine féodal de la province de Shima du shogunat Tokugawa. Le site est désigné « site historique » par la préfecture de Mie.

## Histoire
Situé sur la côte de la baie d'Ise, avec son entrée principale face à l'océan, le château de Toba est également connu sous le nom « château flottant de Toba » (鳥羽 の 浮城, Toba-no-uki-jō) ou « château aux deux couleurs » (二 色 城, Nishoku-jō) (du fait que son côté vers la mer est peint en noir et son côté vers la terre est blanc).
Le château est construit en 1594 par Kuki Yoshitaka, un amiral sous Toyotomi Hideyoshi, qui commande une force de pirates japonais, qui dominent la région de la baie d'Ise au cours de la période Sengoku. Le clan Kuki règne pendant trois générations jusqu'en 1633.
Après trois générations du clan Kuki jusqu'en 1633, le château passe sous le contrôle de Naito Tadashige qui l'agrandit en ajoutant une deuxième et une troisième cour intérieure. Il est ensuite occupé par divers daimyos au début de l'époque d'Edo, jusqu'à ce qu'il entre en possession du clan Inagaki en 1725. Les Inagaki dirigent le domaine de Toba d'une valeur de 30 000 koku pendant huit générations jusqu'à la restauration de Meiji. Le tenshu (donjon) à deux étages du château, construit en 1633, est détruit en 1854 au cours de l'un des grands séismes de l'ère Ansei et n'est pas reconstruit.
Les structures restantes du château sont détruites en 1871 sur ordre du  nouveau gouvernement de Meiji. L'hôtel de ville de Toba, une école élémentaire municipale, le parc  et l'aquarium de Toba occupent à présent l'emplacement de l'ancien château.